# جنتری، میسوری
جنتری (به انگلیسی: Gentry) یک روستا (ایالات متحده آمریکا) در ایالات متحده آمریکا است که در شهرستان جنتری، میزوری واقع شده‌است.
 جنتری ۰٫۶۰ کیلومتر مربع مساحت و ۷۲ نفر جمعیت دارد و ۲۷۲ متر بالاتر از سطح دریا واقع شده‌است.